# Isabelle Accambray
Pour les articles homonymes, voir Accambray.
Isabelle Accambray, née Isabelle Reynaud le 9 juillet 1956 à Clichy est une ancienne athlète française, pratiquant le lancer du disque.

## Biographie
Isabelle Accambray fait de l'athlétisme.

## Vie privée
Elle est mariée à Jacques Accambray, ancien lanceur de marteau et président de la Fédération française de football américain de 1985 à 1996. Leur fille Jennifer est également une athlète, spécialiste du lancer du javelot. Leur fils William est un handballeur notamment trois fois champion du monde et une fois champion olympique en 2012.
Le dernier enfant, Michael, après une carrière de volleyeur, a entamé une carrière d'aspirant pro en rugby.

## Club
- Athlétic Club de Cannes

## Palmarès
Jeux méditerranéens
- Médaille d'or aux Jeux méditerranéens de 1983 à Casablanca

Championnats de France d'athlétisme
- championne de France en 1980, 1981 et 1982

Record de France
- 53,42 m le 23 septembre 1981 à Issy-les-Moulineaux
- 53,52 m le 7 novembre 1981 à Pirae
- 53,98 m le 2 mai 1982 à Nice
- 54,52 m le 15 mai 1982 à Fort-de-France
- 55,04 m le 5 juin 1982 à Reims
- 56,28 m le 22 août 1982 à Steinkjer

Voir : Chronologie du Record de France Senior, Lancer du disque
autres
- 25 sélections en équipe de France A
- Participation aux Coupes d'Europe des Nations en 1979, 1981 et 1983
- Participation aux Championnats d'Europe 1982 à Athènes